# Amants et Fils (film)
Pour les articles homonymes, voir Amants et Fils (homonymie).
Pour plus de détails, voir Fiche technique et Distribution.
Amants et Fils (Sons and Lovers) est un film britannique réalisé par Jack Cardiff, sorti en 1960 et adapté du roman Amants et Fils de D. H. Lawrence.

## Synopsis
À Nottingham, la mine est l'industrie centrale de cette petite ville. Elle rythme le quotidien des citoyens qui se sacrifient et s'épuisent à extraire le précieux minerai, dont celui de la famille Morel. L'épouse et mère de trois garçons, Gertrude, est déprimée par sa vie morne, elle croyait qu'elle avait épousé l'homme parfait, mais ce dernier, Walter, est devenu une épave alcoolique à force de travailler dans la mine. Le père de famille pense que leurs trois enfants vont suivre sa voie en devenant mineurs. Mais il est confronté au refus de l'aîné qui ne veut pas reprendre le flambeau paternel, tandis que le benjamin, beaucoup plus doux et sensible que ses autres frères, rêve d'être artiste. Le cadet, plus docile, accepte de devenir une « gueule noire » mais il perd aussitôt la vie dans la mine.

## Fiche technique
- Titre : Amants et Fils
- Titre original : Sons and Lovers
- Réalisation : Jack Cardiff, assisté de Peter Yates
- Scénario : T.E.B. Clarke et Gavin Lambert d'après le roman homonyme de D.H. Lawrence
- Production : Jerry Wald
- Société de production : Twentieth Century Fox
- Musique : Mario Nascimbene
- Photographie : Freddie Francis, assisté de Denys Coop (cadreur)
- Costumes : Margaret Furse
- Montage : Gordon Pilkington
- Pays d'origine : Royaume-Uni
- Format : Noir et blanc - 2,35:1 - Mono
- Genre : Drame
- Durée : 103 minutes
- Date de sortie : 1960
- Affiche : Boris Grinsson (France)

## Distribution
- Trevor Howard : Walter Morel
- Dean Stockwell : Paul Morel
- Wendy Hiller : Gertrude Morel
- Mary Ure : Clara Dawes
- Heather Sears : Miriam Leivers
- William Lucas : William Morel
- Conrad Phillips : Baxter Dawes
- Ernest Thesiger : Henry Hadlock
- Donald Pleasence : M. Puppleworth
- Rosalie Crutchley : Mme Leivers

## Distinctions
Le film a été présenté en sélection officielle en compétition au Festival de Cannes 1960.